# Tanzania na Letnich Igrzyskach Olimpijskich 2000
Tanzanię na Letnich Igrzyskach Olimpijskich 2000 reprezentowało 4 zawodników, 3 mężczyzn i 1 kobieta.

## Skład kadry

### Lekkoatletyka
Mężczyźni
- Zebedayo Bayo

maraton (61. miejsce)
- Angelo Peter Simon

maraton (nie ukończył)
- Fokasi Wilbrod

maraton (nie ukończył)
Kobiety
- Restituta Joseph

bieg na 5000 m (nie wystartowała)
bieg na 10 000 m (odpadła w 1. rundzie eliminacji)